# Lander County
Lander County är ett administrativt område i delstaten Nevada, USA. År 2010 hade countyt 5 775 invånare. Den administrativa huvudorten (county seat) är Battle Mountain. 

## Geografi
Enligt United States Census Bureau har countyt en total area på 14 294 km². 14 227 km² av den arean är land och 67 km² är vatten. 

### Angränsande countyn
- Elko County, Nevada - nord
- Eureka County, Nevada - öst
- Nye County, Nevada - syd
- Churchill County, Nevada - väst
- Pershing County, Nevada - väst
- Humboldt County, Nevada - nordväst